# Politikos

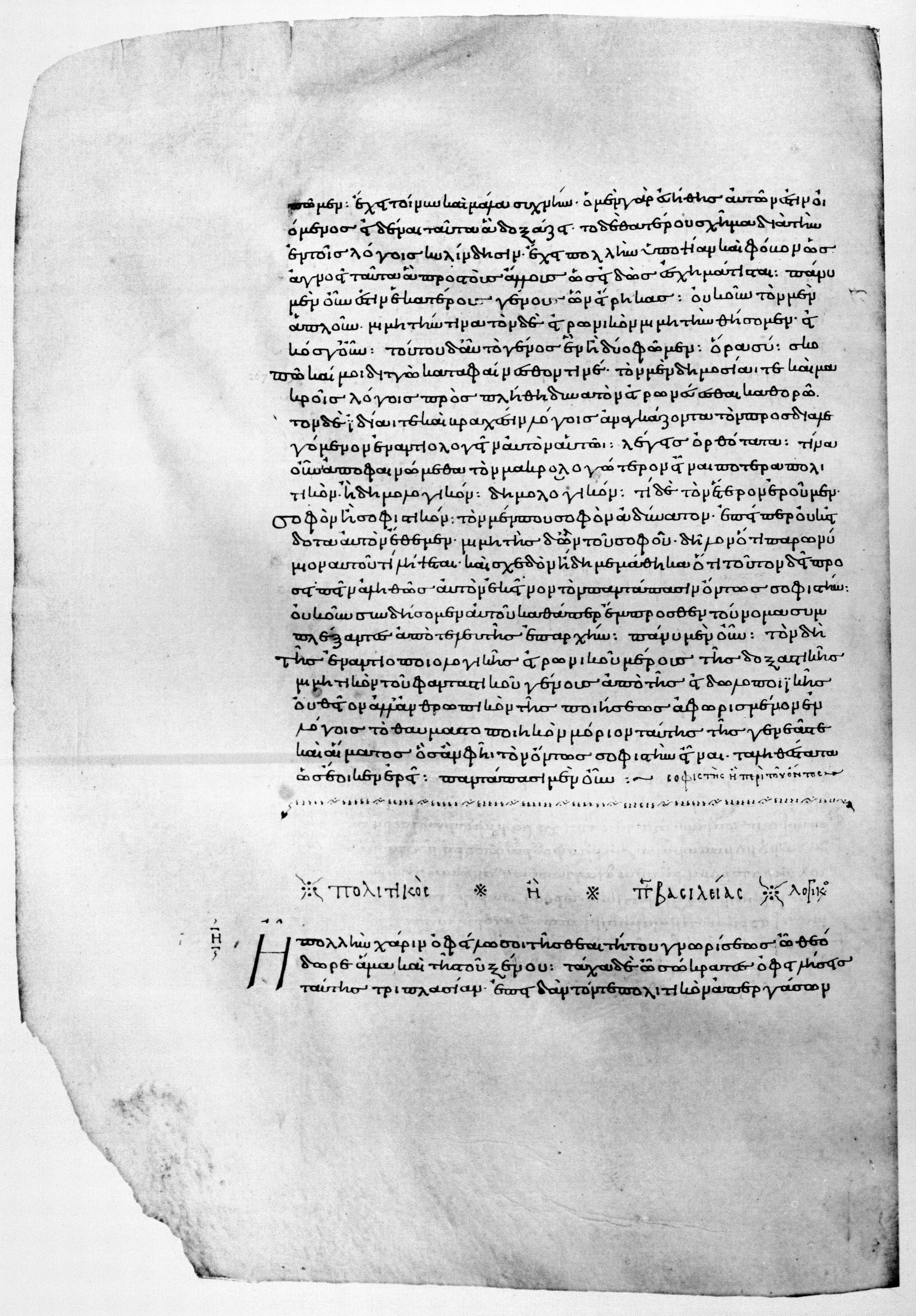
Der Anfang des Politikos in der ältesten erhaltenen mittelalterlichen Handschrift, dem 895 geschriebenen Codex Clarkianus (Oxford, Bodleian Library, Clarke 39)

Der Politikos (griechisch Πολιτικός Politikós, lateinisch Politicus, deutsch Der Staatsmann) ist ein in Dialogform verfasstes Spätwerk des griechischen Philosophen Platon. Wiedergegeben wird ein fiktives, literarisch gestaltetes Gespräch zwischen einem nicht namentlich genannten „Fremden“ aus Elea und einem jungen Philosophen namens Sokrates, den man heute „Sokrates den Jüngeren“ nennt, um ihn von „Sokrates dem Älteren“, dem berühmten Lehrer Platons, zu unterscheiden. Anwesend sind außerdem Sokrates der Ältere und die Mathematiker Theodoros von Kyrene und Theaitetos.
Die beiden Diskutanten stellen sich die Aufgabe zu bestimmen, was den Staatsmann ausmacht und worin die Aufgabe wahrer Staatskunst besteht. Der an Sachkenntnis weit überlegene Fremde lenkt das Gespräch. Er erklärt Sokrates dem Jüngeren das Wesen der Staatskunst. Zugleich ist der Dialog eine Übung im methodisch sauberen Vorgehen bei einer philosophischen Analyse.
Zur Beantwortung der Frage, was Staatskunst ist, wird die Methode der Dihairesis verwendet. Dabei wird ein allgemeiner Begriff – in diesem Fall „Wissen“ – so lange in Unterbegriffe unterteilt, bis die genaue Definition des untersuchten Begriffs gefunden ist. Auf diesem Weg erarbeiten die Gesprächspartner einen Definitionsvorschlag: Staatskunst ist das Wissen darüber, wie die Menschenherde zu hüten ist. Diese Begriffsbestimmung erweist sich aber als ungenau und muss daher zurückgewiesen werden.
Darauf wählt der Fremde einen neuen Ansatz. Zuerst erzählt er einen Mythos, der illustrieren soll, dass die Bestimmung der staatsmännischen Tätigkeit als Fürsorge eines Hirten für die Menschenherde unzulänglich ist, denn der Zuständigkeitsbereich eines Hirten und Herdenzüchters ist umfassender als der eines Politikers. Dann nimmt der Fremde etwas Vertrautes, die Wollweberei, als Muster, um die Vorgehensweise bei der Begriffsbestimmung des Unbekannten, der Staatskunst, zu demonstrieren. Im „Weber-Gleichnis“ grenzt er die Webekunst von allen anderen Künsten ab, mit denen sie Gemeinsamkeiten aufweist.
Zu definieren ist die Kunst des wahren Staatsmanns, der optimal regiert, da er sich nach wissenschaftlichen Grundsätzen und Erkenntnissen richtet. Ein solcher Herrscher versteht sich als Erzieher der Bürger. Sein philosophisches Wissen befähigt ihn, gegensätzliche Elemente der Menschennatur wie Mut und Besonnenheit richtig „zusammenzuweben“. Dadurch entsteht eine ausgewogene, harmonische Mischung, schädliche Einseitigkeiten werden vermieden. Unter der Lenkung des weisen Staatsmannes orientiert sich die Staatsordnung am richtigen Maß, am Angemessenen, das er dank seiner Messkunst kennt. Das ist der Idealzustand; schriftlich fixierte Verfassungsbestimmungen sind dann überflüssig. Wenn aber ein solcher Staatsmann fehlt, soll die höchste Autorität den Gesetzen zukommen, die umsichtige Gesetzgeber eingeführt haben. Das ist allerdings nur die zweitbeste Lösung, denn ein Regelwerk kann die souveräne Kompetenz eines vorzüglichen Entscheidungsträgers nicht ersetzen.
In der modernen Forschung wird insbesondere das Verhältnis des Politikos zu Platons anderen staatstheoretischen Schriften, der Politeia und den Nomoi, kontrovers diskutiert. Dabei geht es um die Frage, ob der Philosoph seine Meinung in wesentlichen Punkten geändert hat. Viel Beachtung findet auch die Problematik des Gegensatzes zwischen den flexiblen, situationsgerechten Ermessensentscheidungen eines weisen Staatslenkers und den starren, in manchen Fällen kontraproduktiven gesetzlichen Vorschriften. Gesetzliche Normen verhindern zwar schädliche Willkür der Herrschenden, können aber der Lebenswirklichkeit nicht immer gerecht werden.

## Umstände, Ort und Zeit
Im Gegensatz zu manchen anderen platonischen Dialogen ist der Politikos nicht als Erzählung eines Berichterstatters gestaltet. Das Geschehen ist nicht in eine Rahmenhandlung eingebettet, sondern setzt unvermittelt ein und wird durchgängig in direkter Rede wiedergegeben („dramatische Form“).
Der Politikos ist der dritte Teil einer Trilogie, einer Gruppe von drei inhaltlich und szenisch verknüpften Dialogen, die sich innerhalb von zwei Tagen abspielen. Der erste von ihnen ist der Theaitetos, in dem Sokrates der Ältere mit Theaitetos und Theodoros über Erkenntnistheorie diskutiert; der jüngere Sokrates hört schweigend zu. Am folgenden Tag treffen sich diese Männer zu einer neuen Diskussion, die im Dialog Sophistes dargestellt ist. Hinzu kommt nun ein weiterer Gesprächsteilnehmer, der sachkundige Fremde aus Elea, der eine zentrale Rolle übernimmt. In englischsprachiger Fachliteratur wird er gewöhnlich ES („Eleatic Stranger“) genannt. Wiederum beteiligt sich Sokrates der Jüngere nicht an der Debatte. Auch sein Namensvetter hält sich ganz zurück. Das Ausgangsthema ist diesmal die Definition des Begriffs „Sophist“. Dabei wird Platons sehr negatives Verständnis der Sophistik, einer umstrittenen Bildungsbewegung, zugrunde gelegt; sie wird als eine bestimmte Täuschungskunst definiert. Am gleichen Tag folgt der dritte Dialog, der Politikos, der im selben Kreis stattfindet wie der Sophistes. Nachdem es gelungen ist, die Natur des Sophisten zu bestimmen, stehen noch die Definitionen des Staatsmanns und des Philosophen aus. Die Philosophie und Staatskunst, zwei aus der Sicht des Autors seriöse Wissenschaften, sollen in ihrer Eigenart ergründet, korrekt beschrieben und von der Sophistik, die Platon als Schwindel betrachtet, abgegrenzt werden. Zuerst wird die Definition des Staatsmanns in Angriff genommen; sie bildet das Thema des Politikos. Ob Platon noch einen weiteren, der Besonderheit des Philosophen gewidmeten Dialog mit dem Titel Philosophos geplant hat, ist unklar; jedenfalls hat er ihn nicht geschrieben.
Die drei fiktiven Dialoge der Trilogie spielen sich im Frühjahr 399 v. Chr. ab, kurze Zeit bevor Sokrates der Ältere zum Tode verurteilt und hingerichtet wird. Im Theaitetos wird erwähnt, dass die Anklage gegen ihn bereits erhoben ist. Der Schauplatz der Dialoge ist die Palaistra – ein für Ringkämpfe bestimmter Übungsplatz – in einem Gymnasion. Die Gymnasien dienten damals in erster Linie der körperlichen Ertüchtigung; außerdem war eine Palaistra auch ein sozialer Treffpunkt der Jugend. Nach Platons Darstellung hielt sich der ältere Sokrates gern an solchen Orten auf, wo sich Gelegenheit zu fruchtbaren Gesprächen mit jungen Männern und Jugendlichen bot.

## Teilnehmer
Theodoros und der ältere Sokrates beteiligen sich im Politikos nur anfangs kurz an der Unterredung und beschränken sich dann aufs Zuhören. Unklar ist, ob der ältere oder der jüngere Sokrates das kurze Schlusswort spricht. Theaitetos greift diesmal überhaupt nicht ein, denn jetzt soll der jüngere Sokrates seine Fähigkeiten erproben und sich im Zwiegespräch mit dem Fremden bewähren. Der eigentliche Dialog spielt sich somit nur zwischen diesen beiden ab. Der Fremde legt seine Auffassungen dar, während sich sein junger Gesprächspartner über weite Strecken darauf beschränkt, Zustimmung zu äußern und Fragen zu stellen.
Ob sich hinter dem mysteriösen Fremden aus Elea, dessen Name verschwiegen wird, eine bestimmte historische Person verbirgt, ist unklar und in der Forschung umstritten. Der Eleate tritt mit großer Autorität auf, seine Ausführungen in den Dialogen bestimmen den Gesprächsverlauf und werden zustimmend aufgenommen. Daher ist die Annahme verbreitet, dass er Platons eigene Auffassung ausdrückt. Dafür scheint insbesondere zu sprechen, dass der ältere Sokrates, der in Platons Dialogen gewöhnlich die Position des Autors vertritt, im Sophistes und im Politikos nur zuhört und keine Einwände erhebt, also anscheinend die Ergebnisse gutheißt. Allerdings teilen nicht alle Philosophiehistoriker dieses Verständnis. Abweichenden Hypothesen zufolge hält Platon kritische Distanz zur Untersuchungsmethode des Fremden und will dem Leser deren Unzulänglichkeit vor Augen führen. In diesem Sinne ist das Schweigen des älteren Sokrates sogar als stillschweigende Missbilligung gedeutet worden. Giuseppe Agostino Roggerone meint, der Standpunkt des Fremden sei nicht der platonische, sondern der des jungen Aristoteles, der zur Zeit der Abfassung des Dialogs noch zu Platons Schülern zählte. Die gegenteilige, in der Forschung vorherrschende Auffassung, wonach der Fremde als Platons Sprecher fungiert, vertreten beispielsweise Maurizio Migliori und Thomas Alexander Szlezák. Szlezák sieht in dem Fremden einen didaktisch versierten, intellektuell überlegenen Dialektiker.
Im Sophistes führt Theodoros den Fremden als „Gefährten“ der Philosophen um Parmenides und dessen Schüler Zenon von Elea ein. Parmenides und Zenon lebten im damals griechisch besiedelten Süditalien, wo Parmenides der namhafteste Vertreter der nach seiner Heimatstadt Elea benannten eleatischen Schule war. Somit zählt nach Platons Darstellung auch der Fremde zu dieser Richtung. Allerdings tritt der Fremde keineswegs als konsequenter Vertreter der reinen Lehre der eleatischen Schule auf. Vielmehr kennt und kritisiert er die Schwächen des starren eleatischen Weltbilds. Darin stimmt seine Auffassung mit derjenigen Platons überein, dessen Ontologie (Lehre vom Sein) eine Überwindung des eleatischen Konzepts vom Sein und Nichtsein voraussetzt.
Für die Existenz des jüngeren Sokrates gibt es keinen zuverlässigen Beleg. Daher wird in der Forschung mitunter bezweifelt, dass er eine geschichtliche Person ist. Tuija Jatakari hält ihn für fiktiv und meint, dass sich hinter diesem Namen Platon selbst verberge. Zwar ist nicht auszuschließen, dass es sich um eine von Platon erfundene Figur handelt, doch nach der vorherrschenden Forschungsmeinung ist es wahrscheinlich, dass er tatsächlich gelebt hat. Falls dies zutrifft, war er ein Altersgenosse Platons und des Theaitetos. Im Sophistes nennt ihn Theaitetos seinen „Mitübenden“, mit dem er Strapazen durchzuhalten pflege. Mit dem gemeinsamen strapaziösen Üben – Platon verwendet einen Begriff aus der Gymnastik – sind wohl wissenschaftliche Aktivitäten gemeint. Offenbar gehörte der jüngere Sokrates zu den profilierten Mitgliedern der Platonischen Akademie, der von Platon gegründeten Stätte philosophischer Forschung und Lehre.
Aristoteles kritisierte in seiner Metaphysik einen nach seiner Ansicht irreführenden Vergleich eines Sokrates. Schon antike Aristoteles-Kommentatoren identifizierten diesen Denker mit Platons jüngerem Sokrates. Diese Gleichsetzung ist zwar hypothetisch, gilt aber in der Forschung als plausibel. Aristoteles beanstandete, Sokrates’ Betrachtungsweise habe zur Folge, dass Lebewesen wie mathematische Gegenstände behandelt würden. Sie würden unabhängig von ihren materiellen Bestandteilen definiert, so wie man einen Kreis ohne Bezug auf die Materie, in der er dargestellt ist, definiert. Offenbar hatte Sokrates die Auffassung vertreten, der organisch in Teile gegliederte Körper sei für den Menschen so unwesentlich wie für eine geometrische Figur das Material, aus dem eine Abbildung von ihr geformt wird, und gehöre daher nicht zur Definition des Menschen.
Im Politikos wirkt der jüngere Sokrates konstruktiv mit, doch trägt er zur Erkenntnisgewinnung relativ wenig bei. Mitunter reagiert er unüberlegt und lässt es an Umsicht fehlen. Er übersieht die Problematik von Behauptungen, die er vertritt oder denen er voreilig zustimmt. Öfters ist er nicht oder nur teilweise in der Lage, den Ausführungen des Fremden zu folgen. Offensichtlich hat er noch keine gründliche philosophische Schulung erhalten.
Bei den Mathematikern Theodoros und Theaitetos, die im Politikos Randfiguren sind, handelt es sich sicher um historische Personen. Theodoros lehrte sowohl in seiner nordafrikanischen Heimatstadt Kyrene als auch in Athen; Theaitetos war sein Schüler. Platon hat beide geschätzt. Von Theaitetos, den er für einen brillanten Wissenschaftler hielt, hat er ein sehr vorteilhaftes Bild gezeichnet.

## Inhalt
Das Einleitungsgespräch
Nachdem im vorherigen Dialog, dem Sophistes, die Rolle des Sophisten geklärt worden ist, wenden sich nun Sokrates, Theodoros, der Fremde aus Elea, Sokrates der Jüngere und Theaitetos einem neuen Thema zu. Sie haben sich bereits darüber verständigt, dass die Sophistik als Schwindel zu betrachten ist. Die Sophisten treten aber mit dem Anspruch auf, wertvolles Wissen zu besitzen, das sie als Weisheit und als Grundlage des politischen Erfolgs ausgeben und angeblich ihren Schülern vermitteln. Daher verwechseln manche Leute Philosophen mit Sophisten; andere sehen die Philosophen als Staatsmänner an, wiederum andere halten sie für völlig verrückt. Um der Verwirrung entgegenzutreten, haben sich die fünf Philosophen die Aufgabe gestellt, die Begriffe zu klären. Sie wollen bestimmen, worin die Aufgaben des Staatsmannes und des Philosophen bestehen, um diese beiden Tätigkeitsfelder klar von der Sophistik abzugrenzen. Echtes Bemühen um Wahrheit und um das Gemeinwohl soll in seiner Eigenart erfasst und von unseriösen Bestrebungen unterschieden werden. Dabei übernimmt der Fremde wiederum bereitwillig die Führung. Auf seinen Vorschlag soll zuerst die Staatskunst untersucht werden. Theaitetos, der in den beiden vorherigen Diskussionen sehr aktiv war, erhält diesmal eine Ruhepause. An seiner Stelle soll nun der jüngere Sokrates, der bisher geschwiegen hat, zusammen mit dem Fremden die Diskussion bestreiten, während die anderen zuhören.
Die Staatskunst als besondere Form von Betreuungswissen
Im Folgenden bestimmt der Fremde die Richtung des Gesprächs. Er trägt seine Auffassung vor und demonstriert die Untersuchungsmethode. Der jüngere Sokrates stimmt gewöhnlich nur zu oder stellt Verständnisfragen; mitunter äußert er aber auch Zweifel oder Unverständnis, wenn ihm eine Feststellung des Fremden seltsam oder problematisch erscheint.
Die Diskutanten sind sich einig, dass zur Begriffsbestimmung wie schon im Sophistes die Methode der Dihairesis anzuwenden ist. Zunächst benennt der Fremde den Oberbegriff, die umfassende Gattung, um von da aus zu immer spezielleren Untergattungen fortzuschreiten und so schließlich die genaue Definition des Gesuchten zu gewinnen. Der Oberbegriff ist in diesem Fall epistḗmē (Wissen, Erkenntnis), denn der Staatsmann muss wie jeder, der eine Kunst oder Wissenschaft oder ein Handwerk ausübt, über ein bestimmtes einschlägiges Fachwissen verfügen. Zu fragen ist nun, von welcher Art diese besondere Sachkompetenz ist.
Zunächst wird alles Wissen in zwei Klassen eingeteilt: das „erkennende“, das heißt theoretische Wissen (beispielsweise in der Arithmetik) und das „tätige“ Wissen, das heißt unmittelbar praxisbezogene Kenntnisse (beispielsweise die Kompetenz eines Handwerkers im Umgang mit seinem Material). Offensichtlich gehört die Staatskunst zur Gattung der „erkennenden Wissenschaften“. Diese wiederum werden unterteilt in „urteilende“ und „anordnende“. Mathematik ist urteilend, da sich die Aufgabe des Mathematikers darauf beschränkt, einen Sachverhalt aufzuzeigen. Ein Beispiel für anordnende Wissenschaft ist die Baukunst, denn der Baumeister muss nicht nur theoretisch erkennen, was richtig und sinnvoll ist, sondern seine Planung auch mit Anweisungen an die Arbeiter umsetzen und die Ausführung überwachen. Nach dieser Einteilung ist die Staatskunst anordnend. Die anordnenden Tätigkeitsfelder wiederum zerfallen in zwei Teile: die Aufgaben von Untergebenen oder Übermittlern, die Anweisungen anderer weitergeben, und die Funktion der „Selbstanordnenden“, die nach ihrem Ermessen Befehle erteilen. Letzteres ist beim Staatsmann der Fall. Auf diese Weise fährt der Fremde mit der Einteilung fort. Dabei gelangt er zur Betreuung bestimmter Gruppen von Lebewesen, der Hirtenarbeit, als einer Untergattung, zu der die Staatskunst gehört. Die Hirten wiederum werden nach der Art der von ihnen betreuten Lebewesen unterteilt.
Nun möchte Sokrates rasch vorankommen, indem er die beweglichen Lebewesen oder „Sinnenwesen“ in zwei Klassen einteilt, Tiere und Menschen, sodass der Staatsmann als Hirt der Menschenherde definiert werden kann. Hier macht ihn aber der Fremde auf einen methodischen Fehler aufmerksam. Die Gesamtheit der beweglichen Lebewesen zerfällt nicht in die zwei Hauptteile „Tiere“ und „Menschen“, ebenso wie auch die Menschheit nicht in die zwei Hauptteile „Griechen“ und „Nichtgriechen“ („Barbaren“) zerfällt. Man darf nicht einen Teil X aus einer Menge herausgreifen und den Rest als „Nicht-X“ definieren, wenn die Elemente von Nicht-X heterogen sind und außer der Tatsache, dass sie nicht zu X gehören, nichts gemeinsam haben. Da die nichtgriechischen Völker untereinander sehr verschiedenartig sind, ist „Nichtgrieche“ keine Definition einer bestimmten Menschenart. Ebenso ist „Tier“ im Sinne von „Nichtmensch“ keine Bezeichnung einer bestimmten Gattung von Lebewesen. Sonst könnte beispielsweise ein Kranich die Kraniche abtrennen und alle übrigen Lebewesen zur Gattung der Nichtkraniche zusammenfassen. Man muss also erst die Lebewesen sachgerecht unterteilen, bis man zu einer korrekten Definition des Menschen gelangt. Bei der Dihairesis dürfen keine Schritte übersprungen werden. Sokrates sieht das ein. Darauf nimmt der Fremde eine zoologische Klassifikation vor. Er bestimmt den Menschen als Teil der Gattung der zahmen, in Herden lebenden Lebewesen und definiert ihn schließlich präzis innerhalb dieser Gattung als nackten (federlosen) Zweifüßler. Demnach ist der Staatsmann der Hirt, der die Herde dieser Zweifüßler zu betreuen hat.
Die Unzulänglichkeit der Bestimmung der Staatskunst als Hirtentätigkeit
Mit dem erreichten Ergebnis ist der Fremde jedoch unzufrieden. Die Definition des Staatsmanns als Hirt der Menschenherde ist unbefriedigend, da sich seine Tätigkeit fundamental von derjenigen aller anderen Hirten unterscheidet. Die anderen Hirten, beispielsweise Rinderhirten, sind Generalisten; sie sorgen nicht nur für Ordnung, sondern züchten ihre Tiere planmäßig, kümmern sich um ausreichende Ernährung und fungieren nötigenfalls als Geburtshelfer und als Ärzte. Bei der Menschenherde hingegen sind diese Funktionen getrennt: Nicht nur Politiker, sondern auch Kaufleute, Bauern, Bäcker, Sportlehrer und Ärzte übernehmen Zuständigkeiten in der Herdenbetreuung. Alle diese Spezialisten können daher auf die Bezeichnung Hirt Anspruch erheben. Es muss aber die Besonderheit des Staatsmanns herausgearbeitet werden. Das kann die ungenaue Definition nicht leisten. Sokrates räumt die Berechtigung des Einwands ein.
Der kosmologische Mythos
Der Fremde wählt nun einen neuen Ansatz, um Sokrates das Spezifische der staatsmännischen Tätigkeit vor Augen zu stellen. Zu diesem Zweck erzählt er einen kosmologischen Mythos, in dem von völlig anderen Lebensverhältnissen in einer fernen mythischen Vergangenheit die Rede ist. Damit will er zeigen, dass man sich eine Lenkung der Menschenherde nicht nur so vorstellen kann, wie sie den gegenwärtig Lebenden aus eigener Anschauung vertraut ist. Die gegenwärtigen Aufgaben eines Staatsmanns stellen im Rahmen einer Menschheitsentwicklung, die sich über riesige Zeiträume erstreckt, nur einen Spezialfall von Leitung der Herde dar. Vorab macht der Fremde darauf aufmerksam, dass dem Mythos „Scherz“ (paidiá) eingemischt ist. Damit deutet er an, dass es sich eher um ein Gedankenexperiment als um eine Schilderung mit historischem Wahrheitsanspruch handelt.
Der Mythos illustriert ein zyklisches Bild der Naturgeschichte und der Menschheitsgeschichte. Vorausgesetzt wird das damals vorherrschende Modell des Kosmos, dem zufolge die Erde der ruhende Mittelpunkt ist, um den sich das Weltall dreht. Nur das Göttliche verhält sich immer gleich, alles andere tendiert von Natur aus zu ständiger Veränderung. Da der Kosmos göttlicher Lenkung untersteht, ist die Bewegung des Himmels regelmäßig. Der Himmel ist aber ein materielles Objekt und muss als solches zwangsläufig auch Änderungen unterliegen, da die Körperlichkeit keine absolute Konstanz zulässt. Das Weltall kann sich also nicht über einen endlosen Zeitraum immer gleich drehen. Daher muss sich die Drehrichtung von Zeit zu Zeit umkehren, sodass die Sonne von Westen nach Osten wandert. Das kann aber nicht von der göttlichen Lenkung direkt bewirkt werden, denn diese bleibt sich immer gleich und kann daher nicht Gegensätzliches aktiv verursachen. Die Umkehr geschieht vielmehr dadurch, dass die göttliche Lenkung in regelmäßigen Zeitabständen – jeweils nach vielen Zehntausenden von Umläufen – das Weltall loslässt, worauf es von sich aus anfängt sich in der Gegenrichtung zu drehen. Damit beginnt eine neue kosmische Periode, nach deren Ende die Gottheit wieder die Lenkung ergreift und die Drehrichtung umkehrt. Jeder Wechsel der Drehrichtung stellt für die irdischen Lebewesen eine Katastrophe dar; nur wenige Menschen überleben diese Umwälzung.
In der Periode, in der die Drehrichtung der göttlichen Lenkung folgt, übt der Gott Kronos die Weltherrschaft aus; in der Periode der gegenläufigen Bewegung, in der sich der Kosmos gegenwärtig befindet, untersteht die Welt dem Göttervater Zeus, einem Sohn des Kronos. Die beiden Perioden sind durch völlig gegensätzliche Daseinsbedingungen gekennzeichnet. Unter Zeus pflanzen sich die Menschen fort, unter Kronos entstehen sie aus der Erde. Während sie in der Zeit des Zeus während einer Lebensspanne altern, werden sie in der Zeit des Kronos immer jünger und schließlich als Kinder kleiner, bis sie mit dem Tod verschwinden. Wenn Kronos herrscht, ist er selbst der Hirt der Menschenherde. Wie bei einer Tierherde erfüllt er alle ihre Bedürfnisse mit seiner göttlichen Macht. Politiker werden daher nicht benötigt. Unter Zeus tritt die göttliche Lenkung in den Hintergrund, die Menschheit muss sich selbst um ihren Fortbestand und ihr Wohlergehen kümmern und benötigt menschliche Führung. Daher trifft die Bezeichnung „Hirt“ für den Menschenbetreuer nur in der Kronos-Periode voll zu. Kronos ist wirklich Hirt, da er sich als Gott von seiner menschlichen Herde fundamental unterscheidet und sie mit allem versorgt. Die gegenwärtigen Politiker hingegen sind nicht im vollen Sinne des Wortes Hirten, denn sie sorgen nicht für alles und sind ebenso wie die von ihnen Betreuten nur Sterbliche. Hinzu kommt, dass sich in der Zeit der Herrschaft des Zeus der göttliche Einfluss weit weniger bemerkbar macht als unter Kronos. Da die Welt unter Zeus weitgehend sich selbst und ihrer Neigung zum Chaos überlassen bleibt, kommt es zu Auflösungs- und Verfallserscheinungen.
Ein neuer Ansatz
Der Mythos hat verdeutlicht, dass die Definition der Präzisierung bedarf. Die Staatskunst muss genauer bestimmt werden: Sie ist menschliche Lenkung der Menschenherde im Gegensatz zur göttlichen. Grundlegend ist außerdem die Unterscheidung zwischen einer auf Konsens beruhenden, freiwilligen Leitung und einer Gewaltherrschaft. Nur die Herrschaft über Menschen, die sich freiwillig unterordnen, zählt der Fremde zur Staatskunst. Die Tyrannis, gewaltsame Herrschaft eines Unterdrückers, trennt er davon ab, da sie von gänzlich anderer Natur sei. Demnach ist die Staatskunst als freiwillig ausgeübte Betreuung einer freiwillig folgsamen Menschenherde zu bestimmen. Doch fehlt noch immer ihre Abgrenzung von anderen Betreuungsfunktionen.
Da der Fremde weiterhin mit dem erreichten Erkenntnisstand unzufrieden ist, bittet ihn Sokrates, die Mangelhaftigkeit der bisherigen Überlegungen einsichtig zu machen. Der Fremde antwortet, es sei schwer, so etwas begreiflich zu machen, wenn man nicht ein „Muster“ (parádeigma, oft ungenau mit „Beispiel“ übersetzt) zur Hand nehme. Er hält angesichts der Schwierigkeit der Aufgabe ein methodisch umsichtiges Vorgehen für wichtig. Zur Erläuterung stellt er einen Vergleich mit dem Lesenlernen in der Schule an. Ein Lernender schreitet vom bereits Bekannten zum Unbekannten voran, indem er sich Analogien zunutze macht. Er überträgt korrekte Vorstellungen, die er sich anhand des Bekannten gebildet hat, sinngemäß auf das Unbekannte. So erfasst er Gemeinsamkeiten zwischen dem bereits Verstandenen und dem noch Unverstandenen und erarbeitet sich die Erkenntnis des Neuen. Ein passendes Muster aus dem Bereich des Vertrauten kann die analoge Beschaffenheit des gesuchten Unbekannten begreiflich machen.
Das Weber-Gleichnis
Das Muster, das der Fremde wählt, ist die Webekunst, genauer: die Wollweberei. Anhand ihrer Definition soll demonstriert und eingeübt werden, wie man vorzugehen hat, wenn man herausfinden will, worin eine Wissenschaft oder Kunst besteht. Damit wird die Lösung der anfänglichen Aufgabe vorbereitet, die Bestimmung dessen, was den Staatsmann und die Staatskunst ausmacht. Dieser Teil des Dialogs ist unter der Bezeichnung „Weber-Gleichnis“ bekannt. Darüber hinaus dient die Beschäftigung mit dem Muster der Einübung in die Dialektik, die philosophische Methode der Erkenntnisgewinnung.
Der Oberbegriff, der in diesem Fall den Ausgangspunkt für die Dihairesis bildet, ist „Produkt“ („alles was wir herstellen und erwerben“). Die Produkte des Menschen zerfallen in zwei Hauptgruppen: die Dinge, die ihm ermöglichen, etwas zu tun, und diejenigen, die ihn davor schützen, etwas zu erleiden. Die Schutzmittel werden unterteilt in Gegenmittel (Heilmittel) und Abwehrmittel, die Abwehrmittel in Waffenrüstungen und Einhegungen, die Einhegungen in diejenigen, die vor fremden Blicken abschirmen sollen, und diejenigen, die vor Kälte und Hitze schützen sollen. Die Schutzmittel gegen Kälte und Hitze sind entweder Obdach oder Bedeckungen, die Bedeckungen entweder Unterlagen (auf denen man schläft) oder Umhüllungen. Von den Umhüllungen schreitet man weiter unterteilend voran bis zu den Kleidungsstücken. Schließlich gelangt man so zur Webekunst, die den wichtigsten Teil der Kleiderproduktion ausmacht.
Durch dieses Verfahren ist die Webekunst zwar von vielen verwandten Künsten – etwa der Herstellung von Filz oder Leder – abgegrenzt, doch weist der Fremde darauf hin, dass damit der Begriff „Webekunst“ nicht hinlänglich definiert ist. Die Besonderheit dieser Kunst liegt nicht nur im Material, sondern auch in der Art des Umgangs mit diesem. Das Weben ist ein Zusammenflechten, dem ein anderer, seiner Art nach entgegengesetzter Arbeitsgang vorausgeht: das Kardieren (Krempeln), das eine Trennung von Zusammenhängendem und Zusammengefilztem ist. Das Kardieren gehört zur Wollbearbeitung zwecks Kleiderproduktion, aber nicht zum Weben. Weitere Arbeitsgänge, die mit dem Weben nichts zu tun haben, sind das Walken und das Spinnen. Somit kann nicht alles, was zur Produktion von Wollkleidung gehört, zur Webekunst gezählt werden. Hinzu kommt die Herstellung der Werkzeuge, die der Weber benötigt; sie ist kein Weben und doch ein Teil der Arbeit, die verrichtet werden muss, damit Wollkleidung entstehen kann.
Aufgrund dieser Überlegungen stellt der Fremde fest, dass eine Kunst nicht nur von anderen Künsten abzugrenzen ist, die andersartige Produkte hervorbringen, sondern auch von ihren eigenen Hilfskünsten, die zwar der Erzeugung ihres Produktes dienen, aber nicht an dessen Herstellungsprozess beteiligt sind. Daraus ergibt sich die Unterscheidung zwischen herstellenden Künsten, durch die ein bestimmtes Produkt verfertigt wird und die somit dessen Hauptursachen sind, und Hilfskünsten, die der Herstellung der benötigten Werkzeuge dienen und somit Mitursachen sind.
Bei den Hauptursachen der Entstehung von Wollkleidung trennt der Fremde zunächst das Walken als eigene Kunst ab. Alles Übrige nennt er Wollverarbeitungskunst. Diese zerfällt in einen trennenden und einen verbindenden Teil. Zum trennenden Teil zählt das Kardieren, aber auch ein Teil der Behandlung auf dem Webstuhl. Der verbindende Teil setzt sich aus einer drehenden und einer verflechtenden Tätigkeit zusammen. Drehend ist die Verfertigung der Schussfäden („Einschlag“) und Kettfäden („Zettel“, „Kette“), verflechtend die Erzeugung des Gewebes. So gelangt der Fremde schließlich zu einer präzisen Bestimmung der Weberei: Sie ist diejenige Kunst, die „durch geradlinige Verflechtung von Einschlag und Kette ein Geflecht hervorbringt“.
Die Bedeutung der Messkunst
Nachträglich stellt sich die Frage, ob die umständlich wirkende Ausführlichkeit bei dieser Begriffsbestimmung angemessen war oder ob man auf kürzerem Weg zum selben Ergebnis hätte kommen können. Diese Frage führt auf ein neues allgemeines Thema: die Bestimmung des jeweils Angemessenen, das heißt: die philosophische Messkunst. Beim Messen wird Größeres mit Kleinerem verglichen. Es geht aber nicht nur um eine Bestimmung relativer Größenverhältnisse, sondern auch – wie bei der Ausführlichkeit einer Begriffsbestimmung – um etwas anderes: um den Gegensatz von Übermaß und Mangel, um das, was zu viel oder zu wenig ist. Hier kommt neben dem jeweiligen Gegensatzpaar (wie etwa größer/kleiner oder mehr/weniger) ein weiterer Faktor ins Spiel: das richtige Maß. Dieses ist eine absolute, objektive Größe, von der alle Bewertungen abhängen. Die Kenntnis des richtigen Maßes ist aus der Sicht des Fremden das Kernstück jeder Wissenschaft, Technik oder Kunst. Das Angemessene liegt zwischen den Extremen. Somit zerfällt die Messkunst in zwei Teile. Der eine Teil umfasst alle Techniken, die Größen durch Vergleich mit anderen Größen bestimmen, wie etwa beim Messen und Vergleichen von Längen oder Geschwindigkeiten. Der andere Teil misst das, was ist, an dem, was sein soll, an der Norm des Angemessenen, denn das Angemessene ist das, was alles Gute und Schöne bewirkt. Bei zeitlichen Entscheidungen ist das Angemessene der jeweils richtige Zeitpunkt (kairós).
Wenn beispielsweise bei einer Untersuchung die Frage gestellt wird, ob die Ausführlichkeit angemessen ist, geht es nicht in erster Linie darum, dass man das Gesuchte möglichst leicht und schnell findet. Dies ist ein zweitrangiger Aspekt. Weitaus wichtiger ist, ob ein Lehrender die Methode auf solche Art anwendet, dass der Schüler dadurch allgemein fähiger wird, ein Ziel zu erreichen. Das Kriterium der Angemessenheit ist im Unterricht nicht der Aufwand an Zeit und Mühe, sondern nur der didaktische Ertrag.
Das Vorgehen bei der Abgrenzung der Staatskunst
Nun wendet sich der Fremde wieder der Bestimmung der staatsmännischen Kunst zu. Dabei stellt sich methodisch die gleiche Aufgabe wie bei der Definition der Weberei. Die Weberei ist von allen anderen Künsten, mit denen sie Gemeinsamkeiten aufweist, abgegrenzt worden. Ebenso ist die Staatskunst dadurch zu bestimmen, dass sie von allen anderen Künsten unterschieden wird, die ebenfalls dem Gemeinwohl dienen und ihr daher den Anspruch auf die Fürsorge für den Staat streitig machen könnten.
Damit stellt sich die Aufgabe, die Staatskunst als Hauptursache von den Mitursachen sowie von anderen hauptursächlichen Künsten im Staat abzugrenzen und so ihre Besonderheit herauszuarbeiten. Hierbei sind alle Künste oder Techniken ins Auge zu fassen, die zum Fortbestand des Staates beitragen. Während bei der Webekunst nur die Herstellung von deren Werkzeugen zu den Mitursachen zählt, gehören im Fall des Staates alle produzierenden Gewerbe zu dieser Klasse. Im Staat als arbeitsteiliger Gemeinschaft ist jede Herstellung von Besitztümern – auch solchen, die nur dem Vergnügen dienen – eine Mitursache seines Fortbestands. Hier wird eine Änderung des Verfahrens erforderlich: Wegen der Verschiedenartigkeit und Vielzahl der in Betracht kommenden Tätigkeiten und ihrer Zwecke stößt die Unterteilung eines Begriffs in jeweils zwei Unterbegriffe, wie sie für die Weberei mit Erfolg eingesetzt wurde, auf Schwierigkeiten. Daher muss die Vorgehensweise der Besonderheit dieses Falls angepasst werden. Es können auf einer Untergliederungsebene mehr als nur zwei Elemente vorhanden sein.
Zu den Hauptursachen zählt der Fremde die Tätigkeiten von Dienstleistern. Zu den mit Dienstleistungen Beschäftigten gehören Sklaven, Tagelöhner und Lohnarbeiter ebenso wie Kaufleute und Schiffsherren, Krämer und Geldwechsler, Herolde und Sekretäre, Wahrsager und Priester. Bei ihnen ist die Abgrenzung vom Staatsmann einfach. Einen Sonderfall bilden allerdings gewisse durch das Los bestimmte hohe Beamte – in Athen der Archon basileus –, die zugleich Oberpriester sind, und ihre Diener; sie genießen so großes Ansehen, dass ihre Autorität in die Nähe der herrscherlichen rückt.
Schwieriger ist die Abgrenzung bei einer besonderen Gruppe von Dienstleistern, die sich mit den Staatsgeschäften befassen und daher als Konkurrenten des Staatsmanns in Betracht kommen. Der Fremde beschreibt sie als Männer, die teils „Löwen und Kentauren und anderen Wesen dieser Art gleichen“, teils „Satyrn und den schwachen, aber wendigen Tieren“; schnell vertauschen sie Aussehen und Fähigkeit untereinander. Diese „sonderbare“ Art von Dienstleistern wollen der Fremde und der jüngere Sokrates nun genau ins Auge fassen und vom Staatsmann unterscheiden. Der Fremde nennt den hier gemeinten Typus des mit Staatsangelegenheiten Beschäftigten „den größten Zauberer unter allen Sophisten und den in dieser Kunst erfahrensten“. Die Charakterisierung als „Zauberer“ (góēs) – diese abwertende Bezeichnung wird oft für Scharlatane, Schwindler und Betrüger verwendet – lässt erkennen, dass der Fremde dem Personenkreis, von dem die Rede ist, äußerst kritisch gegenübersteht. Es handelt sich aus seiner Sicht um unseriöse Politiker, die sich zu Unrecht als Staatsmänner ausgeben und in Wirklichkeit die raffiniertesten Scharlatane sind. Sie sind diejenigen, denen die verschiedenen bestehenden Staatsverfassungen Gelegenheit bieten, an die Macht zu gelangen.
Von solchen angeblichen Staatsmännern unterscheidet der Fremde den wirklichen Staatsmann, der äußerst selten ist. Dieser verdankt seine Macht weder seinem Reichtum noch der Menge seiner Anhänger. Seine Herrschaft beruht nicht auf Willkür, aber sie legitimiert sich auch nicht dadurch, dass Bestimmungen einer bestehenden Verfassung eingehalten werden oder dass die Regierten einverstanden sind. Was ihn zur Staatsführung befähigt und berechtigt, ist vielmehr ausschließlich seine Kompetenz: seine Kenntnis der Wissenschaft von der Herrschaft über Menschen. Der Fremde vergleicht diese Kompetenz mit der eines Arztes. Ein Arzt ist als solcher nicht qualifiziert, weil er über ein Vermögen verfügt oder weil unwissende Patienten ihn für kompetent halten und sich daher von ihm behandeln lassen oder weil er bestimmte geschriebene Vorschriften einhält. Vielmehr besteht seine Qualifikation in nichts anderem als seiner Sachkenntnis, die ihn befähigt, tatsächlich zu heilen. Da nur die Sachkompetenz zählt, sind die verschiedenen Verfassungstypen ausschließlich unter diesem Gesichtspunkt zu beurteilen. Je ähnlicher eine Staatsform den Verhältnissen unter einem solcherart qualifizierten Staatsmann ist, desto besser ist sie.
Ermessensfreiheit des Staatsmanns und gesetzliche Normen
Von diesem Konzept ausgehend zieht der Fremde eine radikale, nach damaligen Vorstellungen anstößige Konsequenz: Er behauptet, der echte Staatsmann stehe sogar über dem Gesetz. Gesetze seien zu starr, keine gesetzliche Bestimmung könne jeder eintretenden Situation und allen davon Betroffenen gerecht werden. Der Staatsmann hingegen sei in der Lage, stets situationsbezogen optimal zu entscheiden. Daher könne er auch ohne Gesetze regieren oder dürfe bestehende Normen missachten. Sachverstand sei jedem Regelwerk überlegen. Da der junge Sokrates hier Bedenken äußert, begründet der Fremde seine Auffassung ausführlich. Allerdings weist er auch darauf hin, dass dies nur für einen weisen, überlegenen Staatsmann im Sinne seines Ideals gelte, nicht für andere Herrscher. Überall dort, wo ein solcher Staatsmann nicht zur Verfügung stehe, müsse die höchste Autorität bewährten Gesetzen zukommen.
Die Bewertung der Staatsformen
Aus den dargelegten Erkenntnissen ergibt sich das Kriterium für die Bewertung der verschiedenen Staatsformen. Der Fremde unterscheidet – abgesehen vom Sonderfall der Herrschaft des idealen Staatsmanns – drei normale Arten der Regierung: Die Macht liegt entweder bei einer Person oder bei wenigen oder bei der Menge. In jedem der drei Fälle kann entweder nach Gesetzen oder willkürlich regiert werden. Somit ergeben sich sechs Möglichkeiten. Unter ihnen ist die Alleinherrschaft die beste, wenn sie von einem König ausgeübt wird, der den idealen Staatsmann nachahmt und sich an die Rechtsnormen hält. Wenn der Herrscher aber ein Tyrann ist, ist sie die schlechteste von allen. Die zweitbeste Regierungsform ist die Aristokratie, die Herrschaft einer kleinen Elite, welche die Gesetze respektiert. Wenn aber eine herrschende Gruppe ungesetzlich agiert, handelt es sich um Oligarchie, die zweitschlechteste der sechs Möglichkeiten. Die Demokratie liegt in der Mitte: Bei Wahrung der Gesetze ist sie die drittbeste der sechs Regierungsformen, bei Missachtung der Gesetze die drittschlechteste. Die Alleinherrschaft bedeutet stärkste Machtkonzentration und hat daher im Positiven wie im Negativen die größten Auswirkungen. Die Demokratie ist wegen der Zersplitterung der Macht am schwächsten, daher bewirkt sie am wenigsten. Sie kann weder sehr gute noch sehr schlechte Verhältnisse herbeiführen.
Die Abgrenzung der Staatskunst von verwandten Tätigkeiten
Drei Tätigkeiten – die des Richters, des Feldherrn und des Redners – weisen eine gewisse Verwandtschaft mit dem Handeln des Staatsmanns auf, da sie ebenfalls mit bedeutender Macht verbunden sind. Von ihnen unterscheidet sich die Staatskunst dadurch, dass sie keine derart begrenzten Aufgaben hat. Ihr Zuständigkeitsbereich umfasst alles, worauf sich staatliche Aufsicht erstreckt. Der Staatsmann verfügt über ein dem bloßen Fachwissen übergeordnetes Integrationswissen. Seine Aufgabe ist nicht eine besondere Verrichtung, sondern die Koordination, die umfassende Planung und die Lenkung des Ganzen. Er führt nichts selbst aus, sondern erteilt nur Anweisungen. Die Richter, Feldherrn und Redner sind ihm untergeordnet, ihre Funktionen sind dienend und ausführend.
Die Staatskunst als königliche Webekunst
Nach der Abgrenzung bleibt noch der positive Inhalt der Staatskunst zu bestimmen. In der letzten Phase des Dialogs wird herausgearbeitet, dass zwischen Weberei und Staatskunst nicht nur eine formale Analogie hinsichtlich der Vorgehensweise beim Definieren besteht, sondern auch eine inhaltliche: Die Staatskunst ist gleichsam ein „königliches Zusammenflechten“, das ein „Gewebe“ liefert.
Zum Erstaunen des Sokrates beschreibt der Fremde das Verhältnis der Tugenden zueinander nicht als rein harmonisch. Er teilt nicht die geläufige Meinung, dass sie alle miteinander „befreundet“ seien. Nach seiner Ansicht gibt es Tugenden, die miteinander auf gewisse Weise im Streit liegen: die Tapferkeit, zu deren Kennzeichen Schnelligkeit, Heftigkeit und Schärfe gehören, und die Besonnenheit (sōphrosýnē), die Merkmale wie Langsamkeit und Sanftheit aufweist. Jede dieser Tugenden hat einen Bereich, in dem sie benötigt wird. Wo aber das zur Tapferkeit Gehörige unangebracht ist, erscheint es als Übermut und Tollkühnheit, und wo das, was die Besonnenheit auszeichnet, fehl am Platz ist, da spricht man von Feigheit und Trägheit. Menschen, die von einer der beiden gegensätzlichen Tugenden geprägt sind, pflegen für gegenteilig Veranlagte kaum Verständnis aufzubringen.
Im Privatleben sind solche Einseitigkeiten und Konflikte relativ harmlos. Wenn sie sich aber in der Politik bemerkbar machen, sind die Auswirkungen verheerend. Übertriebene Friedlichkeit lässt die Wehrkraft schwinden; Angreifern wird kein wirksamer Widerstand mehr entgegengesetzt, was zum Verlust der Freiheit führt. Man wird dann von Feinden versklavt. Aber auch ein Übermaß an Tapferkeit hat furchtbare Folgen. Die so Veranlagten suchen Auseinandersetzungen, sie sind streitlustig und verwickeln den Staat in Konflikte mit übermächtigen Gegnern. Wenn sie dann in den leichtsinnig vom Zaun gebrochenen Kriegen unterliegen, geht der Staat zugrunde. Auch in diesem Fall steht am Ende die Unfreiheit. Tapferkeit und Besonnenheit sind wertvolle Qualitäten, aber wenn es an Ausgewogenheit fehlt, führt jede von ihnen zum Untergang des Staates.
Hier tritt wiederum die zentrale Bedeutung des richtigen Maßes, der Angemessenheit und ausgewogenen Mischung zutage. Nicht nur für die Regierenden, sondern für die gesamte Bürgerschaft ist es unbedingt erforderlich, die Gesinnung zu erzeugen, die sich aus der richtigen Mischung der Charaktereigenschaften ergibt. Das geschieht durch entsprechende Erziehung und Lenkung nicht nur der Heranwachsenden, sondern aller Bürger. Die Anordnung der erforderlichen Maßnahmen ist Sache des Staatsmanns. Ihm fällt die Aufgabe zu, die Charaktere der Menschen durch Prüfung zu erkennen, jeden gemäß seiner Veranlagung zu behandeln und die Aufsicht über alle zu führen. Darin gleicht der Staatsmann dem Weber, der die Walker, Kardierer und Spinner anleitet und beaufsichtigt. Der Festigkeit der Tapferen entspricht in der Weberei die Beschaffenheit der festen Kette, der Sanftheit der Besonnenen diejenige des weichen Einschlags. Mit der richtigen Verflechtung, für die der Staatsmann zu sorgen hat, ist sowohl das konstruktive Zusammenwirken der unterschiedlichen Naturelle im Staat gemeint als auch die richtige Ausformung und Harmonisierung der Qualitäten in den Seelen der einzelnen Staatsbürger. Außer dem Verbinden gehört aber auch wie in der Wollbearbeitung ein Trennen dazu: die Trennung des Guten vom Schlechten, die in jeder „zusammensetzenden Wissenschaft“ selbstverständlich ist. Kein Produzent mischt wissentlich Gutes (Taugliches) mit Schlechtem (Untauglichem), sondern jeder scheidet das Schlechte aus. So darf auch der Staatsmann im Staat keinen Einfluss schlechter Menschen dulden.
Nach der Lehre des Fremden weist die Seele zwei Teile auf: einen ewigen, dem Göttlichen zugeordneten und einen tierischen. Die königliche Webekunst erfüllt ihre Aufgabe, indem sie den ewigen Teil durch ein göttliches Band vereinigt und den tierischen durch ein menschliches. Das göttliche Band harmonisiert die verschiedenartigen Teile der Gesamttugend, indem die Seelen der gut Erzogenen dazu bewogen werden, die Wahrheit zu erfassen und sich beharrlich am Ideal des Schönen, Gerechten und Guten zu orientieren. Das menschliche Band ist die Eheschließung. Die Partnerwahl erfolgt oft auf falsche Weise, sei es unter dem Gesichtspunkt der Mehrung von Reichtum und Macht, sei es indem sich nur Gleichgeartete miteinander verbinden und so ihre Einseitigkeit noch verstärken. Der weise Staatsmann weiß diese Fehler zu verhindern. Er macht seinen Einfluss geltend, um zu bewirken, dass die wagemutigen und die zurückhaltenden Bürger nicht jeweils unter sich bleiben, sondern miteinander Umgang pflegen und sich auch durch Heiraten vermischen. Mit seiner Kunst des Zusammenwebens sorgt er bei der Ämterbesetzung durch kluge Personalpolitik dafür, dass die beiden Charaktertypen einander sinnvoll ergänzen. Indem er allen Bürgern die richtige Vorstellung vom Schönen und Guten vermittelt, schafft er Eintracht und Freundschaft zwischen den gegensätzlich Veranlagten. Durch die rechte Verflechtung der unterschiedlichen Gemütsarten webt er das Geflecht der staatlichen Gemeinschaft, das die gesamte Bevölkerung umfasst und zusammenhält. So bringt seine Kunst „das herrlichste und beste aller Gewebe“ hervor.

## Politischer und philosophischer Gehalt
Das staatstheoretische Denken und seine ethische Grundlage
Für die Geschichte der politischen Philosophie bedeutsam sind insbesondere die Einteilung und Bewertung der Staatsformen sowie die Erörterungen über das Spannungsverhältnis von Stabilität und Innovation, staatsmännischen Ermessensentscheidungen und Legalismus.
Ebenso wie in Platons anderen politischen und ethischen Werken basieren die Überlegungen des Philosophen im Politikos auf der Überzeugung, ethische Werte und Normen seien objektive, wissenschaftlich erforschbare Gegebenheiten. Aus dieser Grundannahme folgert Platon, es gebe eine den Fachwissenschaften entsprechende Wissenschaft von den ethischen Normen. Die Kenntnis dieser Normen mache den idealen Staatsmann aus und ihre politische Umsetzung gewährleiste ein ideales Staatswesen. Allerdings betont der eleatische Fremde die extreme Seltenheit von wahren Staatsmännern. Darin kommt Platons ausgeprägt elitäres Denken zum Ausdruck. Drastisch beschreibt er den Gegensatz zwischen dem echten Wissen des Staatsmanns und den fragwürdigen Meinungen normaler Politiker und der Menge. Der Staatsmann, dessen Merkmale der Fremde im Dialog herausarbeitet, erscheint als fernes Ideal; seiner Kompetenz wird die Unwissenheit, die den gewohnten Politikbetrieb prägt, gegenübergestellt.
Ein Kernanliegen Platons ist hier ebenso wie in den Dialogen Politeia und Nomoi die Einheitlichkeit der Gesinnung der Staatsbürger. Sie herbeizuführen ist das Ziel der Bemühungen des Staatsmanns. Es soll eine umfassende innere Harmonie hergestellt werden, die den Charakter der Individuen ebenso wie den der gesamten staatlichen Gemeinschaft prägt. Wenn dies erreicht wird, macht die staatsmännische „Webekunst“ den Staat gleichsam zu einem Kunstwerk.
Die Methodik
Die lange Begriffsunterteilung wird im Dialog als Erfordernis einer methodisch sauberen Untersuchung dargestellt. Umstritten ist in der Forschung, ob dies Platons eigener Auffassung entspricht und ob ein didaktischer Grund ist, der den Fremden veranlasst, auf diese umständlich wirkende Art der Unterteilung so großes Gewicht zu legen. Einer Sondermeinung zufolge handelt es sich um eine parodistische Darstellung einer aus Platons Sicht falschen Methode.
Die Frage nach der Rolle der Metaphysik
Kontrovers diskutiert wird in der Forschung die metaphysische Dimension der Ausführungen des Fremden. Dabei geht es um die Rolle der Ideenlehre, die ein zentrales Element der platonischen Philosophie bildet, und um die Frage, ob der Dialog Hinweise auf die umstrittene „ungeschriebene Lehre“ oder Prinzipienlehre enthält. Platon hat in seiner mittleren Schaffensperiode, also vor der Entstehung des Politikos, im Dialog Politeia seine Ideenlehre dargelegt. Ihr zufolge existieren „platonische Ideen“ als reale, rein geistige Urbilder des sinnlich Wahrnehmbaren. Unter den Ideen nimmt die Idee des Guten den höchsten Rang ein. Sie ist offenbar das absolute Maß, das gemeint ist, wenn der Fremde von Messung nach der staatsmännischen Messkunst redet.
Die Problematik der Gesetzestreue
Die Forderung des Fremden, den Gesetzen sei unbedingt Folge zu leisten, wenn ein überlegener Staatsmann mit übergesetzlicher Autorität fehle, wirft eine Reihe von Fragen auf. Angesichts der Möglichkeit schwerer Justizirrtümer und gesetzlich legitimierten Unrechts ergeben sich ethische Probleme, die in der philosophischen und philosophiehistorischen Literatur kontrovers diskutiert werden. Die Problematik des unbedingten Gesetzesgehorsams erweist ihre Brisanz vor dem Hintergrund des Todesurteils gegen Sokrates, dessen Prozess und Hinrichtung bald nach dem Zeitpunkt der fiktiven Dialoghandlung stattfanden. Das Urteil wurde formal korrekt gefällt und vom Angeklagten akzeptiert. Es stellte aber aus der Sicht von Sokrates’ Freunden und Schülern, insbesondere Platons, inhaltlich schwerstes Unrecht dar. Im Politikos geht der Fremde auf die Möglichkeit ein, dass in einer streng legalistisch orientierten Gesellschaft freie Forschung verboten wird mit der Begründung, niemand dürfe weiser sein als die Gesetze. Dann gilt es als schweres Verbrechen, beispielsweise medizinische oder technische Neuerungen einzuführen, die den Rahmen des Herkömmlichen und gesetzlich Geregelten sprengen. Dies wird im Politikos auf groteske Weise geschildert und als Vernichtung der Wissenschaft beurteilt. Die Anspielung auf die Anklage gegen Sokrates, der wegen religiöser Neuerungen verurteilt wurde, ist offensichtlich.
Das Prinzip des Gesetzesgehorsams, das Platon auch im Dialog Kriton erörtert, erweist sich somit als problematisch. Es wird im Politikos grundsätzlich bejaht, allerdings nur unter der Voraussetzung, dass es sich um Gesetze handelt, die gute Nachahmungen eines idealen Gesetzeswerks sind. Der Fremde betont dabei das Gewicht der Tradition. Als Kriterium für die Qualität nennt er das Erfahrungswissen: Er billigt Gesetzen dann Autorität zu, wenn sie sich bereits bewährt haben, wenn sie Niederschlag einer reichen und langen Erfahrung sind. Zugleich arbeitet er aber auch das mit starren Vorschriften verbundene Dilemma heraus: Der Legalismus soll Willkürherrschaft verhindern, aber sein formalistischer Charakter hemmt Innovation. Stures Festhalten an bestehenden Einrichtungen kann groteske Folgen haben. Es kann dazu führen, dass herrschende falsche Meinungen die Erlangung echten Wissens verunmöglichen. Dieses Dilemma bleibt ungelöst. Der Fremde nimmt angesichts der Problematik eine konservative Haltung ein. Er fordert konsequentes Festhalten am Herkömmlichen und Bewährten, da er weder Einzelnen noch Gruppen die Fähigkeit zutraut, eine bewährte Gesetzgebung zu verbessern. Bei Änderungen befürchtet er gravierende Verschlechterung, denn er meint, dass kaum jemand über staatsmännische Kompetenz verfüge. Willkür und Gesetzlosigkeit hält er für ein weit schlimmeres Übel als alle Nachteile des Legalismus.
Die Frage der Lehrentwicklung
Zu den umstrittensten Themen der Platonforschung gehört die Entwicklung der Lehre des Philosophen. Strittig ist, ob er seine Haltung zu Hauptfragen der Metaphysik und der Staatsphilosophie grundlegend geändert hat. Die Auffassung der „Unitarier“, die meinen, er habe durchgängig eine kohärente Sichtweise vertreten, steht der „Entwicklungshypothese“ der „Revisionisten“ entgegen, die einen gravierenden Sinneswandel annehmen. Hinsichtlich der Staatsphilosophie geht es um die Unterschiede zwischen dem Staatsmodell der Politeia und dem des Spätwerks Nomoi. Hier wird gefragt, ob die Nomoi eher einen Verzicht auf das Konzept der Politeia markieren oder dessen Weiterentwicklung darstellen. Der Politikos steht in der Reihenfolge der Entstehung zwischen diesen beiden Dialogen. Aus revisionistischer Sicht markiert er damit ein Übergangsstadium zwischen ihnen. Dieses sei durch wachsende Skepsis gegenüber der Realisierbarkeit idealer Vorstellungen und durch Hinwendung zu realistischeren Forderungen gekennzeichnet. Angesichts der extremen Seltenheit „wahrer Staatsmänner“ messe Platon im Politikos der „zweitbesten Lösung“, dem Festhalten an bewährten Gesetzeswerken, große Bedeutung zu. In den Nomoi ziehe er dann weitere Konsequenzen aus seiner Meinungsänderung. Mit dieser Entwicklung verbinde sich eine weniger ungünstige Einschätzung der demokratischen Verfassung von Platons Heimatstadt Athen. Dem wird aus unitarischer Sicht entgegengehalten, dass die scharfe Kritik an den zeitgenössischen Verfassungen und Politikern im Politikos den Urteilen in der Politeia ähnlich sei, was für Kontinuität spreche. Der Staatsmann des Politikos entspreche als Fachwissenschaftler für Normen dem „Philosophenherrscher“ der Politeia.
Auch hinsichtlich des Zusammenhangs zwischen den einzelnen Tugenden gehen die Meinungen darüber auseinander, ob oder inwieweit Platon seine Position geändert hat. Nach einer revisionistischen Deutung stellt der im Politikos dargelegte Gedanke einer Gegensätzlichkeit zweier Tugenden einen Bruch mit der Tugendlehre der Politeia dar, der zufolge die vier Grundtugenden Weisheit, Tapferkeit, Besonnenheit und Gerechtigkeit eine Einheit bilden.
Der Mythos und seine Deutungen
Das Geschichtsbild, das der Fremde mit dem Mythos präsentiert, ist zyklisch und hinsichtlich der aktuellen Phase des kosmischen Zyklus kulturpessimistisch. Der Schilderung im Mythos zufolge ist der Verlauf der Menschheitsgeschichte ein unaufhaltsamer Verfallsprozess, der eine kosmische Ursache hat. Darin stimmt die Geschichtsdeutung des Fremden mit der des Vorsokratikers Empedokles überein. Empedokles nahm ebenfalls einen Weltkreislauf an, dessen gegenwärtige Phase durch Schwinden der Eintracht und zunehmenden Streit charakterisiert sei und unausweichlich auf ein katastrophales Ende zusteuere. Im Mythos des Politikos hat Platon eine Fülle von Material aus der überlieferten Mythologie und Naturphilosophie aufgegriffen und für seinen Zweck umgestaltet.
Nicht alle Forscher fassen den Mythos im wörtlichen Sinn als Abfolge von zwei Epochen auf. Nach alternativen Interpretationen geht es nur um die Gegenüberstellung zweier Weltzustände oder zweier Aspekte des gegenwärtigen Zustands der Welt. Außerdem ist strittig, ob der kosmische Zyklus – wie meist angenommen wird – nur zwei Phasen umfasst (die Herrschaftszeit des Kronos und die des Zeus) oder noch eine weitere, die chaotische Zeit des Übergangs zwischen den beiden Epochen göttlicher Herrschaft. Verschiedene Versionen des Dreiphasenmodells sind von Luc Brisson, Christopher J. Rowe und Gabriela Roxana Carone vorgetragen worden. Ihrer Interpretation zufolge bleibt die Welt nur in der zweiten Phase, der Übergangszeit, sich selbst überlassen. Daher ist diese Zeit durch zunehmende kosmische Unordnung charakterisiert. Demnach ist die gegenwärtige Herrschaftszeit des Zeus die dritte Phase. Sie unterscheidet sich erheblich von der ersten Phase, dem Zeitalter des Kronos, da die göttliche Fürsorge für den Kosmos bei weitem nicht mehr so umfassend ist wie damals. Sie ist aber keine Verfallszeit, sondern ebenso wie die erste Phase und im Gegensatz zur Übergangszeit durch ein Vorherrschen göttlicher Ordnung gekennzeichnet. Nur in der Übergangszeit dreht sich das Weltall von Westen nach Osten.
Ein wesentlicher Aspekt des Mythos ist das Fehlen wichtiger Merkmale des menschlichen Daseins im Zeitalter des Kronos. Unter der wohlwollenden Lenkung des Gottes sind die Menschen gut versorgt. Ihre Bedürfnisse werden ohne ihr Zutun befriedigt, sie leben sorglos wie friedliche Tiere ohne Technik, Wirtschaft, Zivilisation und Kultur. Ihre Rolle ist rein passiv, denn sie brauchen keine Initiative zu ergreifen. Daher gibt es keinen Staat, keine Politik und wohl auch keine Philosophie. Zwar lässt der Fremde theoretisch die Möglichkeit offen, dass die Menschen unter der Herrschaft des Kronos philosophieren, doch deutet er an, dass dies praktisch nicht der Fall sein kann.

## Entstehung

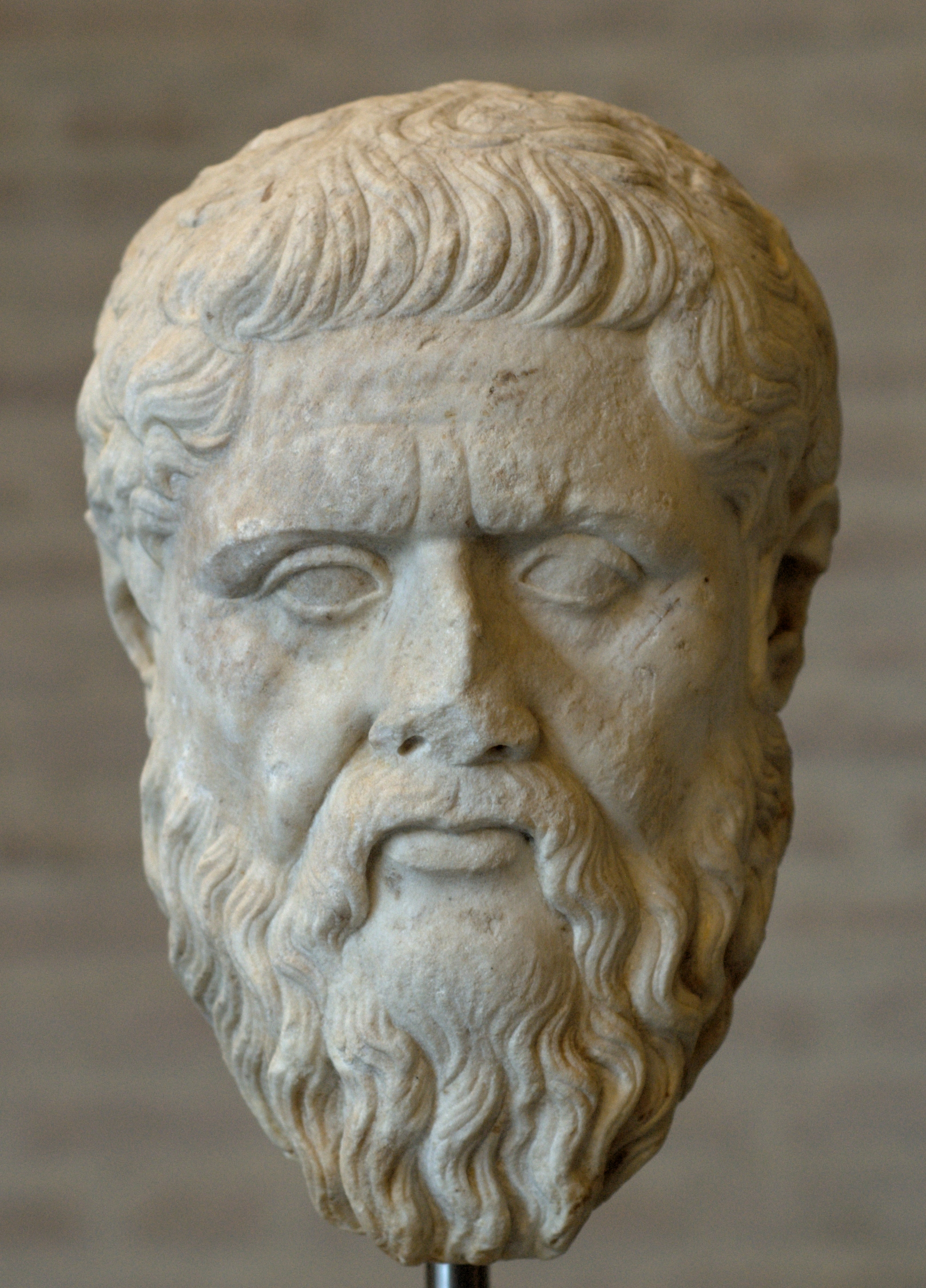
Platon (römische Kopie des griechischen Platonporträts des Silanion, Glyptothek München)

Einhelligkeit besteht in der Forschung darüber, dass der Politikos zwar zu Platons späten Werken zählt, aber nicht erst in der Endphase der literarischen Aktivität des Philosophen entstanden ist, sondern schon bald nach dem Ende der mittleren Schaffensperiode. Zu diesem Ergebnis führen in erster Linie stilistische Überlegungen; inhaltlich steht dem nichts entgegen. Der Politikos dürfte zeitlich in die Nähe des Theaitetos gehören, der stilistisch noch zur mittleren Gruppe, inhaltlich eher schon zum Spätwerk gerechnet wird.
Da eindeutige Anhaltspunkte für die Bestimmung der Abfassungszeit fehlen, sind die Datierungsansätze spekulativ. Sie schwanken zwischen der Zeit um die Mitte der 360er Jahre und der Zeit um 353/352.

## Textüberlieferung
Die antike Textüberlieferung besteht aus einigen Papyrus-Fragmenten aus der römischen Kaiserzeit. Ferner enthält der Rest einer Papyrus-Rolle des 2. Jahrhunderts zwei kleine Textstücke aus einem Kommentar zu dem Dialog. Die älteste erhaltene mittelalterliche Politikos-Handschrift wurde im Jahr 895 im Byzantinischen Reich für Arethas von Caesarea angefertigt.

## Rezeption

### Antike
Die Nachwirkung des Politikos in der Antike war insgesamt gering; erst in der Spätantike nahm das Interesse an dem Dialog zu.
Platons Schüler Aristoteles setzte sich in seiner Politik kritisch mit Behauptungen im Politikos auseinander, ohne diesen Dialog je namentlich zu zitieren. Platon erscheint in diesem Zusammenhang bei Aristoteles als „einer der Früheren“. Insbesondere missbilligte Aristoteles die Behauptung des eleatischen Fremden, hinsichtlich der Herrschaftsausübung bestehe kein Unterschied zwischen einem kleinen Staat und einem großen Haushalt, vielmehr gebe es für beide Bereiche nur eine einzige Form von Wissen; die Tätigkeiten des Königs, des Staatsmanns, des Sklavenmeisters und des Hausverwalters seien unter diesem Gesichtspunkt im Prinzip gleich. Aristoteles unterschied grundsätzlich zwischen verschiedenen Formen von Befehlsgewalt je nach der Art des Unterordnungsverhältnisses und je nach dem Zweck des Zusammenwirkens des Befehlenden mit den Gehorchenden. Außerdem wandte sich Aristoteles gegen Platons These, der wahre Staatsmann stehe dank seiner Kompetenz über dem Gesetz, so wie ein Arzt dank seiner Fachkenntnis nach seinem Ermessen und nicht nach bestehenden Vorschriften Entscheidungen fälle. Dagegen brachte Aristoteles vor, dem Arzt sei zuzutrauen, dass es ihm um die Heilung des Patienten gehe, denn dafür werde er bezahlt. Bei politischen Entscheidungsträgern hingegen bestehe gewöhnlich eine Versuchung zum Machtmissbrauch. Daher dürfe man einem Staatsmann keine übergesetzliche Autorität zubilligen. Bei seiner Kritik an der wertenden Klassifizierung der Verfassungen im Politikos gab Aristoteles die Position des eleatischen Fremden zum Teil falsch wieder.
Der Kyniker Diogenes von Sinope, ein jüngerer Zeitgenosse und Kritiker Platons, soll die im Politikos gegebene Definition des Menschen als federloser Zweifüßler aufs Korn genommen haben. Einer Anekdote zufolge rupfte er einem Hahn die Federn aus, brachte ihn in die Akademie und rief: „Das ist Platons Mensch“. Darauf sei die Definition um den Zusatz „mit breiten Nägeln“ erweitert worden. Mit diesem Zusatz ist sie in den pseudoplatonischen (zu Unrecht Platon zugeschriebenen) Horoi („Definitionen“) verzeichnet. Die Anekdote stammt wohl aus dem Milieu der Kyniker.
In der Tetralogienordnung der Werke Platons, die anscheinend im 1. Jahrhundert v. Chr. eingeführt wurde, gehört der Politikos zur zweiten Tetralogie. Der Philosophiegeschichtsschreiber Diogenes Laertios zählte ihn zu den „logischen“ Schriften und gab als Alternativtitel „Über die Königsherrschaft“ an. Dabei berief er sich auf eine heute verlorene Schrift des Mittelplatonikers Thrasyllos.
In der Epoche des Mittelplatonismus scheint der Dialog relativ wenig Beachtung gefunden zu haben. Soweit sich die Mittelplatoniker damit befassten, konzentrierte sich ihr Interesse auf den Mythos. Plutarch stützte sich in seiner Auseinandersetzung mit der Kosmologie der Stoiker unter anderem auf die Darstellung der kosmischen Perioden im Mythos, wobei er die Angaben des eleatischen Fremden eigenwillig interpretierte. Auch der Mittelplatoniker Numenios griff den im Mythos dargelegten Gedanken des kosmischen Umschwungs auf, doch deutete er ihn anthropologisch. Die Periode der göttlichen Lenkung fasste er als eine Zeit auf, in der die menschlichen Körper beseelt sind und leben; die Periode der Abwendung der Gottheit sei die Zeit eines körperfreien Daseins des menschlichen Geistes. Ein weiterer Mittelplatoniker, Severos, zog den Mythos des Politikos zur Klärung der stark umstrittenen Frage heran, ob die Welt ewig besteht oder ob sie im Sinne eines zeitlichen Anfangs erschaffen ist. Dabei nahm er eine vermittelnde Position ein. Er versuchte die beiden gegensätzlichen Konzepte Ewigkeit und Entstehung miteinander zu vereinen, indem er lehrte, der Kosmos sei an sich ewig, aber die jetzt bestehende Weltordnung sei entstanden. Den Ewigkeitsaspekt ordnete er Kronos, den zeitlichen Zeus zu.
Bei den spätantiken Neuplatonikern wurde der Dialog geschätzt. Ihr Interesse galt vor allem den kosmologischen Ausführungen im Mythos. Der einflussreiche Neuplatoniker Iamblichos († um 320/325), der in seiner syrischen Heimat eine bedeutende Schule gründete und leitete, nahm den Politikos in den Kanon der zwölf Dialoge auf, die im Philosophieunterricht zu behandeln waren. Auch in der neuplatonischen Schule von Athen, die an die Tradition der platonischen Akademie anknüpfte, legte man auf die Lektüre des Politikos Wert: Der Scholarch (Schulleiter) Syrianos schrieb einen Kommentar dazu, der nicht erhalten geblieben ist, und sein Nachfolger Proklos († 485), der namhafteste Repräsentant der Athener Schule, ging in seiner Schrift Platonische Theologie und in seinem Kommentar zu Platons Dialog Timaios auf den Mythos des Politikos ein. Dabei nahm Proklos eine grundlegende Umdeutung vor. Die Vorstellung einer Aufeinanderfolge zweier gegensätzlicher kosmischer Perioden lehnte er ab, da eine Unterbrechung der göttlichen Aktivität für ihn nicht akzeptabel war. Seiner Lehre zufolge gibt es in Wirklichkeit keine Zeit der Abwendung des Kronos vom Kosmos, vielmehr ist das nur ein Gedankenexperiment des eleatischen Fremden. Den Gegensatz zwischen der Herrschaft des Kronos und der des Zeus fasste Proklos nicht im wörtlichen, zeitlichen Sinn auf, sondern deutete den Mythos allegorisch. Nach seinem Verständnis bezieht sich die Schilderung der mythischen Herrschaft des Kronos auf die Verhältnisse in der intelligiblen (rein geistigen) Welt und die Darstellung der Herrschaft des Zeus auf die von der göttlichen Weltvernunft, dem Nous, erzeugte Ordnung in der materiellen Welt. Den Gegensatz zwischen Kronos und Zeus, der nicht in sein Weltbild passte, schwächte Proklos ab, indem er ein Zusammenwirken der Einflüsse der beiden Götter annahm.

### Mittelalter und Frühe Neuzeit

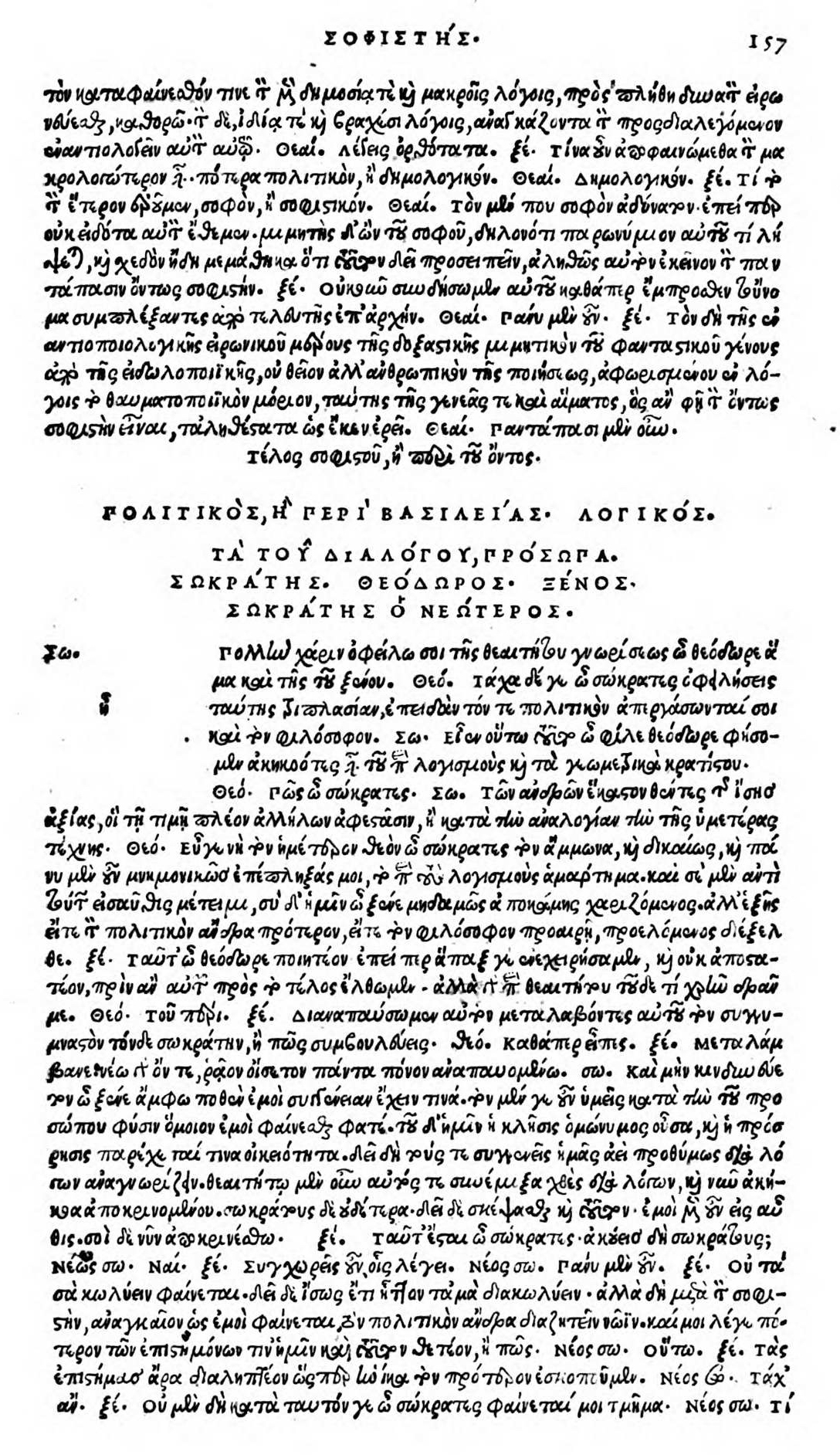
Der Anfang des Politikos in der Erstausgabe, Venedig 1513

Im Mittelalter war der Dialog bei den lateinischsprachigen Gelehrten des Westens unbekannt. Im arabischsprachigen Raum gab es eine arabische Übersetzung von Galens Zusammenfassung des Politikos, die Ḥunain ibn Isḥāq, ein Gelehrter des 9. Jahrhunderts, angefertigt hatte.
Im Westen wurde der Politikos im Zeitalter des Renaissance-Humanismus wiederentdeckt. Die erste lateinische Übersetzung erstellte der Humanist Marsilio Ficino. Er veröffentlichte sie 1484 in Florenz in der Gesamtausgabe seiner Platon-Übersetzungen. Die Erstausgabe des griechischen Textes erschien im September 1513 in Venedig bei Aldo Manuzio im Rahmen der von Markos Musuros herausgegebenen Gesamtausgabe der Werke Platons.

### Moderne
Unter Platons Werken zählt der Politikos zu denen, die in der Moderne vergleichsweise wenig Beachtung gefunden haben. In den 1990er Jahren hat sich seine Erforschung jedoch intensiviert.
Philosophische Aspekte
Der philosophische Gehalt des Werks ist in der Moderne sehr unterschiedlich beurteilt worden. Im 19. und 20. Jahrhundert überwogen kritische Stimmen. Zahlreiche Gelehrte fanden die Komposition uneinheitlich und insgesamt missglückt, die Argumentation nicht überzeugend, die Gedankenführung sprunghaft und die Begriffsbestimmungen haarspalterisch und unergiebig. Seit dem späten 20. Jahrhundert macht sich jedoch eine Tendenz zu günstigerer Einschätzung geltend.
Olof Gigon konstatierte „eine unverkennbare Nähe zum Denken des Aristoteles“; in den Ausführungen über den wissenden Staatsmann und das Gesetz, die mit dem Überblick über die Staatsformen beginnen, finde sich kein Satz, der nicht von Aristoteles stammen könnte.
Peter Sloterdijk ging in seiner umstrittenen, 1999 als Essay veröffentlichten Rede Regeln für den Menschenpark  ausführlich auf den Politikos ein. Er bezeichnete ihn als „Diskurs über Menschenhütung und Menschenzucht“ und als die Magna Charta einer europäischen „Pastoralpolitologie“ oder „Stadt-Hirtenkunst“, die der Fremde unter durchsichtige rationale Regeln zu stellen versuche. Solches Nachdenken sei eine Grundlagenreflexion über „Regeln für den Betrieb von Menschenparks“. Der Fremde trage „das Programm einer humanistischen Gesellschaft“ vor, deren Lenkung einem „Expertenkönigtum“ anvertraut sei. Platons Staatsmann sei in dieser Gesellschaft der „Voll-Humanist“; seine Aufgabe sei „die Eigenschaftsplanung bei einer Elite, die eigens um des Ganzen willen gezüchtet werden muß“. Er sortiere und verbinde die Menschen, allerdings mit deren freiwilliger Zustimmung. Die „Explosivität dieser Überlegungen“ sei für den modernen Leser „unmöglich zu verkennen“. Damit meinte Sloterdijk Möglichkeiten, die sich in einem künftigen biotechnologischen Zeitalter eröffnen können.
Der Philosoph Cornelius Castoriadis hielt 1986 an der École des hautes études en sciences sociales in Paris ein Seminar über den Politikos. Seine dortigen Ausführungen wurden 1999 in Buchform veröffentlicht. Castoriadis nannte den Dialog eine barocke Konstruktion, die als solche gewollt sei. Platon habe zeigen wollen, wie philosophisches Denken ablaufe, wenn es authentisch sei, das heißt, wenn es nur seinen eigenen Geboten folge.
Literarische Aspekte
Verbreitet ist die Ansicht, der Politikos sei ebenso wie andere späte Dialoge Platons durch ein Zurücktreten des „dramatischen Elements“ gekennzeichnet; der Dialogcharakter sei weniger ausgeprägt als in früheren Schriften, sodass das Werk trotz der formalen Beibehaltung der Dialogform eher wie eine philosophische Abhandlung wirke. Diese Beurteilung ist allerdings auf Widerspruch gestoßen. Es wird dagegen eingewendet, das Fehlen von Meinungsverschiedenheiten unter den Gesprächspartnern bedeute nicht, dass die Darbietung der philosophischen Untersuchung in Gestalt eines Zwiegesprächs ein unwesentlicher Aspekt sei. Wenn man den Dialogcharakter vernachlässige, werde das didaktische Vorgehen des Fremden nicht gewürdigt.
Unter literarischem Gesichtspunkt wird oft die Länge und Umständlichkeit der dihairetischen Begriffsbestimmungen bemängelt; Kritiker bezeichnen diese Passagen als langweilig und ermüdend. In diesem Sinne äußerte sich schon 1919 der renommierte Gräzist Ulrich von Wilamowitz-Moellendorff; er nannte die Dihairese „umständlich und wunderlich“. Zu einem ähnlichen Urteil gelangte 1923 Constantin Ritter in seiner umfangreichen Platon-Monographie. Er schrieb, der Dialog enthalte eine Menge von „dürrem schwer verdaulichem Stoff“ und kontrastiere durch den „Verzicht auf Schmuck der Darstellung“ mit älteren Werken des Philosophen. Die Einübung logischer Regeln geschehe „so aufdringlich, dass man sich stellenweise nicht bloß gelangweilt, sondern geradezu angeödet“ fühle. Diesen Effekt habe Platon bewusst in Kauf genommen. Er habe sich mit dem trockenen Stil von seiner früheren unterhaltsamen Darstellungsweise distanzieren wollen, vermutlich weil seine dichterischen Bilder missverstanden worden seien. 1974 befand Olof Gigon, Platons Sprache im Politikos sei „von einer höchst eigentümlichen Lebendigkeit erfüllt“. Sie sei nicht mehr die urbane Konversationssprache der Frühdialoge, sondern geprägt vom gewählten, umständlichen Altersstil des Autors, der hier nicht vor kühnen Wortstellungen und poetischen Wendungen zurückschrecke und das Gemeinte öfters in eine „spielerische Rätselhaftigkeit“ hülle. Christoph Horn stellte 2002 fest, der Politikos wirke „spröde und literarisch unattraktiv“.
Nach dem Urteil anderer Gelehrter ist der ungünstige Eindruck vordergründig; erst bei näherer Betrachtung erweist sich die Struktur als durchdacht und kunstvoll. So konstatierte Paul Friedländer, der Gang des Dialogs sei nach Art der späten Werke des Philosophen sehr verschlungen, wodurch zunächst ein verwirrender Eindruck entstehe. Es sei aber ein Merkmal von Platons Spätstil, dass „durch die von außen gesehen sprunghafte Komposition der Teile ein strenger Gedankenbau hindurchscheint“. Das Werk „mit seinen scheinbar ganz freien Verschlingungen“ sei „voll von geheimer Architektonik“. Ähnlich äußerte sich Egil A. Wyller: Der Politikos gehöre dem äußeren Anschein nach zu den am lockersten komponierten Werken Platons, seine Verschlungenheit lasse ihn unübersichtlich erscheinen. Bei näherer Betrachtung zeige sich aber eine Gestalt, die so überzeugend klar und eindeutig sei, dass man sich nur darüber wundern könne, sie nicht früher entdeckt zu haben. William K. C. Guthrie sah im Politikos ein Produkt von Platons meisterhafter Fähigkeit, verschiedene Themen „zusammenzuweben“ und damit dem Leser Genuss zu bereiten. Es sei dem Philosophen gelungen, den Wert der Dihairesis zu zeigen, die weit mehr sei als ein bloß mechanischer Prozess. Michael Erler befand, der Verlauf des Dialogs sei trotz des unübersichtlich scheinenden Aufbaus zielgerichtet, er steuere auf die Schlussdefinition des Staatsmanns zu. Dabei wähle Platon zwar auch manche Umwege, doch ein eigentlicher Bruch in der Gedankenführung liege nicht vor.

## Ausgaben und Übersetzungen
Ausgaben (teilweise mit Übersetzung)
- Donald B. Robinson (Hrsg.): Politikos. In: Elizabeth A. Duke u. a. (Hrsg.): Platonis opera, Bd. 1, Oxford University Press, Oxford 1995, ISBN 0-19-814569-1, S. 473–559 (maßgebliche kritische Edition)
- Gunther Eigler (Hrsg.): Platon: Werke in acht Bänden. Bd. 6, 4. Auflage, Wissenschaftliche Buchgesellschaft, Darmstadt 2005, ISBN 3-534-19095-5, S. 403–579 (Abdruck der kritischen Ausgabe von Auguste Diès, 3. Auflage, Paris 1960, mit der deutschen Übersetzung von Friedrich Schleiermacher, 2. Auflage, Berlin 1824)

Übersetzungen
- Otto Apelt: Platons Dialog Politikos oder Vom Staatsmann. In: Otto Apelt (Hrsg.): Platon: Sämtliche Dialoge, Bd. 6, Meiner, Hamburg 2004, ISBN 3-7873-1156-4 (mit Einleitung und Erläuterungen; Nachdruck der 2., durchgesehenen Auflage, Leipzig 1922)
- Friedo Ricken: Platon: Politikos. Übersetzung und Kommentar (= Platon: Werke, hrsg. von Ernst Heitsch und Carl Werner Müller, Bd. II 4). Vandenhoeck & Ruprecht, Göttingen 2008, ISBN 978-3-525-30407-5
- Rudolf Rufener: Platon: Spätdialoge I (= Jubiläumsausgabe sämtlicher Werke, Bd. 5). Artemis, Zürich/München 1974, ISBN 3-7608-3640-2, S. 223–319 (mit Einleitung von Olof Gigon S. XXXIV–XLVII)
- Friedrich Schleiermacher: Der Staatsmann. In: Erich Loewenthal (Hrsg.): Platon: Sämtliche Werke in drei Bänden, Bd. 2, unveränderter Nachdruck der 8., durchgesehenen Auflage, Wissenschaftliche Buchgesellschaft, Darmstadt 2004, ISBN 3-534-17918-8, S. 741–817